# Argyrogrammana natalita
Argyrogrammana natalita is een vlindersoort uit de familie van de prachtvlinders (Riodinidae), onderfamilie Riodininae.
Argyrogrammana natalita werd in 1995 beschreven door Hall, J & Willmott.